# Castello di Françon
Il castello di Françon è uno storico edificio della città di Biarritz in Francia.

## Storia
Il progetto del palazzo, commissionato da Lord Pennington Mellor, un armatore di origine inglese, venne affidato agli architetti Ralph Selden Wornum e Edward Salomo. I lavori furono completati nel 1880.
Alcuni elementi e ambienti del castello sono classificati come monumenti storici dal 1999, mentre l'intera struttura è iscritta ai monumenti storici dal 1993.

## Descrizione
L'edificio presenta uno stile anglo-normanno.